# Jerzy Kapuściński
Jerzy Kapuściński (ur. 17 listopada 1954 w Starachowicach) – polski redaktor telewizyjny i producent filmowy. W latach 2008–2011 dyrektor Studia Filmowego „Kadr”, w latach 2011–2015 dyrektor TVP2.

## Życiorys
Studiował filologię polską i filmoznawstwo na Wydziale Polonistyki Uniwersytetu Warszawskiego. Od 1991 był pracownikiem Telewizji Polskiej. Pełnił tam m.in. funkcje kierownika redakcji widowisk artystycznych, publicystyki kulturalnej, teatru i muzyki poważnej oraz kierownika działu programów artystycznych w TVP2. Był współzałożycielem TVP Kultura, a od 2005 do 2008 dyrektorem ds. programowych tego kanału. Był autorem formuły programu Kocham Kino, jako redaktor i producent pracował przy kilkudziesięciu filmach dokumentalnych, krótkometrażowych i fabularnych.
Od 2008 do 2011 zajmował stanowisko dyrektora Studia Filmowego „Kadr”, które wyprodukowało w tym czasie między innymi Rewers, Salę samobójców, Baby są jakieś inne i Jesteś Bogiem. W 2011 powrócił do Telewizji Polskiej, został zastępcą dyrektora biura zarządu i spraw korporacyjnych. 1 lipca 2011 objął funkcję dyrektora TVP2. Podał się do dymisji w grudniu 2015 po uchwaleniu z inicjatywy PiS nowelizacji tzw. ustawy medialnej, przewidującej m.in. wygaśnięcie mandatów urzędujących członków organów mediów publicznych i przekazanie kompetencji nominacyjnych w wyłączną gestię ministra skarbu państwa. W 2016 objął stanowisko dyrektora artystycznego Studia „Młodzi i Film” im. Andrzeja Munka. 
Członek Polskiej Akademii Filmowej i Europejskiej Akademii Filmowej (EFA). W 2011 powołany w skład rady Polskiego Instytutu Sztuki Filmowej.